# Rengsjöbilen
Rengsjöbilen, även kallad "Jonsson" eller bara "Bilen" tillverkades mellan åren 1914 och 1916 i Höjen vid Rengsjö. Konstruktör var Anders Jonsson, som även ägde en sågkvarn i Höjen.
Bilen var en liten öppen tvåsitsig tandembil, med måtten 320 cm lång och 120 cm bred.
Chassit och metalldelarna gjordes i fabriken i Höjen, medan motorcykelhjulen och kedjorna köptes färdiga. Motorn köptes in från en fabrik i Morgårdshammar, Morgårdshammar AB, och motorn var menad att användas till båtar.